# Rocky Votolato
Rocky Votolato (* 8. März 1977 in Dallas) ist ein US-amerikanischer Singer-Songwriter.

## Karriere
Sein selbstbetiteltes Debütalbum erschien 1999, später folgten Alben u. a. bei Barsuk Records, Defiance Records, Glitterhouse und No Sleep Records. Konzerte in Europa fanden u. a. bei Open Airs in Karlsruhe 2011 (Das Fest) und in Belgien 2013 (Groezrock) statt.
Mit seinem fünf Jahre jüngeren Bruder Cody musizierte Votolato zwischenzeitlich in der 2005 aufgelösten Band Waxwing.
Zusätzlich zu seiner Aktivität als Musiker trat Votolato auch als Hauptdarsteller im No-Budget-Film The Edge of Quarrel (2000) auf. Für den Soundtrack des Films Play the Game steuerte er das Stück Your Darkest Eyes bei.

## Stil
Im Rahmen eines Interviews im Zuge der Veröffentlichung des 2015er-Albums Hospital Handshakes charakterisierte Westzeit die vorherige Musik als „bodenständige, wehmütige, persönlich gefärbte Akustiksongs mit romantischer Note“ und das zu diesem Zeitpunkt neue Album als „druckvolle Rockscheibe“.

## Diskografie (Auswahl)
- 1999: Rocky Votolato (Status Recordings, Henry’s Finest Recordings)
- 2001: Burning My Travels Clean (Second Nature Recordings)
- 2005: Suicide Medicine (u. a. Hometown Caravan, Second Nature Recordings)
- 2006: Makers (u. a. Barsuk Records, Second Nature Recordings, Riptide Recordings)
- 2007: The Brag and Cuss (Second Nature Recordings, Barsuk Records)
- 2010: True Devotion (Barsuk Records, Defiance Records, Second Nature Recordings)
- 2012: Television of Saints (u. a. Second Nature Recordings, Defiance Records)
- 2015: Hospital Handshakes (Glitterhouse, No Sleep Records)
- 2017: Live at Black Belt (Glitterhouse, Rocket Heart Records)
- 2022: Wild Roots (Spartan Records, Thirty Something Records)

## Filmografie
- 2000: The Edge of Quarrel